# Прапор Щолкіного
Пра́пор Щолкіного — офіційний символ міста Щолкіне. Прапор затверджено 20 листопада 2008 року рішенням Щолкінської міської ради. 

## Опис
Прямокутне полотнище із співвідношенням ширини до довжини як 2:3, що складається з двох рівновеликих горизонтальних смуг: червоної і синьої. У центрі — герб міста.